# ノリス岩礁
座標: 南緯54度25分 東経3度20分 / 南緯54.417度 東経3.333度

ブーベ島の地図

ノリス岩礁（ノリスがんしょう、ノルウェー語: Norrisrevet、英語: Norris Reef）は、南大西洋に浮かぶノルウェー領ブーベ島の北西にある岩礁。名前の由来はジョージ・ノリスから。